# Dictyospermum
Dictyospermum é um género botânico pertencente à família Commelinaceae.

## Espécies
- Dictyospermum conspicuum (Blume) J.K.Morton
- Dictyospermum humile (Warb.) J.K.Morton
- Dictyospermum montanum Wigh
- Dictyospermum ovalifolium Wight
- Dictyospermum ovatum Hassk.